# 平瀬與一郎

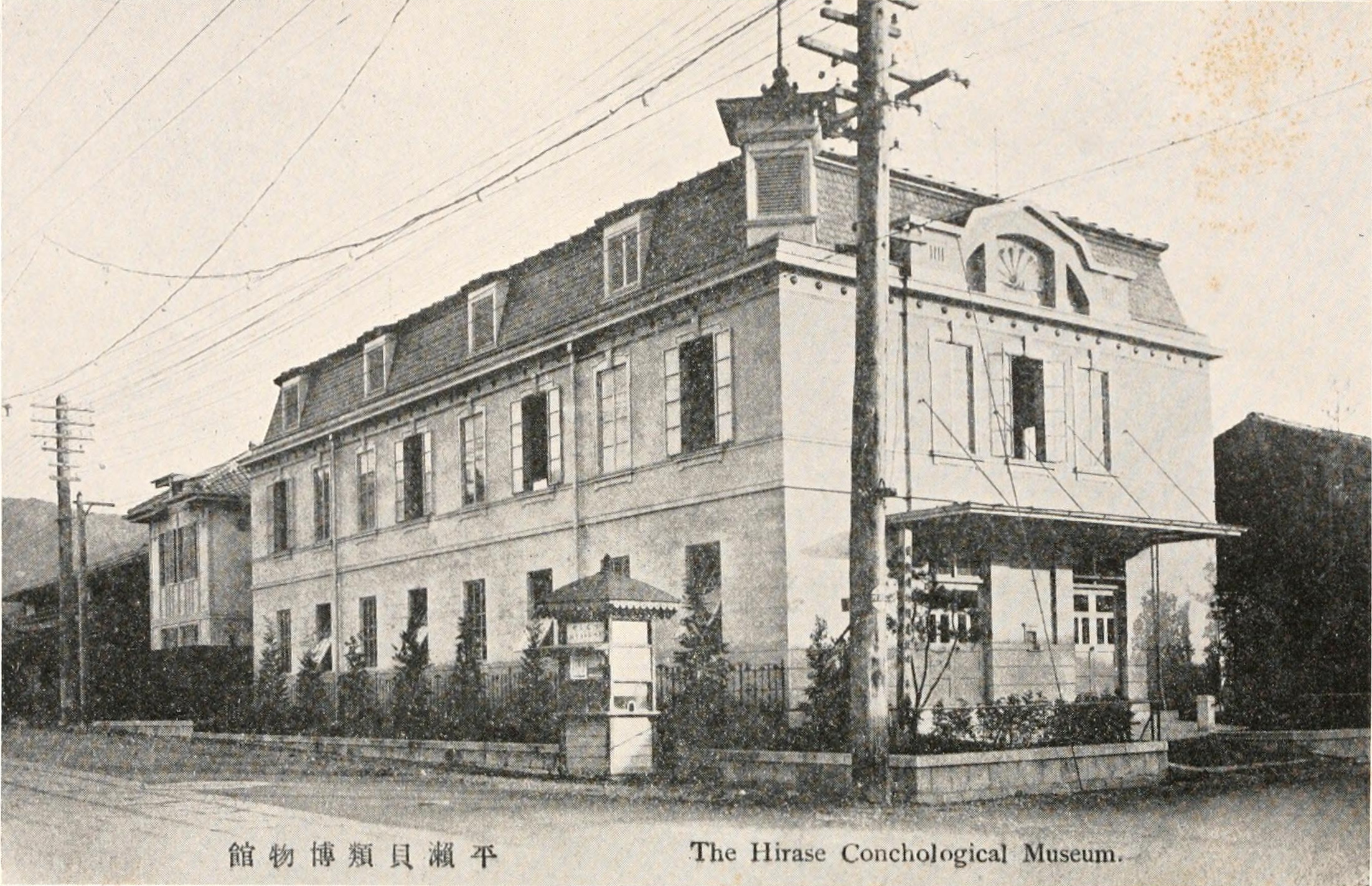
平瀬貝類博物館（1913年 左京区岡崎）

平瀬 與一郎（ひらせ よいちろう、安政6年11月11日（1859年12月4日） - 大正14年（1925年）5月25日）は、日本の民間の貝類研究家・貝類収集家・博物家・標本商。それまで欧米の研究者に依っていた日本の貝類学に手をつけた最初の日本人の一人で、日本貝類学史における最重要人物の一人。明治・大正期に精力的に研究活動を行ったが、生来病気がちであったことや、大学などの研究機関に所属せず全ての活動を私財を投じて行っていたこともあり、ついには財力・体力とも使い果たして力尽きた。日本産貝類の全貌究明を夢見ながら途半ばにして倒れた彼が残したのは、貴重な標本類と「日暮れて道遠し…」の言葉とであった。

## 概要
日本産貝類の基礎的な知識の多くの部分が明治後期-大正初期にかけての彼の活動によって築かれ、間接的には1928年に創立され現在に至る日本貝類学会の源流をも作ったとも言える。彼の名を記念して hirasei や hiraseanaと名付けられている貝類も数多く、日本での貝類学発展への寄与貢献は計り知れないものがある。京都の上京区の自宅を「平瀬介館」と称して研究拠点とし、1907年（明治40年）からは日本初の貝類研究専門誌である『介類雑誌』を発行して貝類学の啓蒙普及を図るとともに、その他の書籍の出版や雑誌への投稿、標本の販売なども行った。また大正2年には平瀬貝類博物館を左京区岡崎に開館し、皇太子時代の昭和天皇の訪問を受けるとともに、のちに貝類研究の功績により紫綬褒章を受章した。
号は介堂（かいどう）。名前は旧字体で「與一郎」と表記するのが当時としては正式だが、平瀬自身は手書きの際に略字としての「与一郎」もしばしば用いており、戦後の文献でも新字体としての「与一郎」で表記されることが多い。
介館の助手として雇い入れた黒田徳米は彼の下で英語や貝類学などを学び、後に日本を代表する貝類学者となって貝類学会の会長も務めた。長男・平瀬信太郎（ひらせ しんたろう : 1884年-1939年）も貝類学者で、本邦初の本格的貝類図鑑である『原色日本貝類図鑑』（通称“平瀬図鑑”）を著わした。

## 生涯
1859年（安政6年）、淡路国三原郡福良浦（現：南あわじ市福良）の庄屋（屋号・太子屋）の平瀬家第十八代当主であった父・守一（守一郎とも）と母・ぬいとの間に長男として生まれた。兄弟は他に弟・俊二と姉妹が3人いたが、そのうち次女は夭逝している。
1881年（明治14年）に同じ淡路国の名族賀集家出身の賀集やすと結婚。。英国人による淡路島旅行記『淡島遊記』（倚噸著、匹田友三郎訳）を出版。
1885年（明治18年）に第二代福良郵便局長に就任。
1887年（明治20年）に一家で京都に移住し、当初は平瀬商店や平瀬種禽園の名で種苗や家畜、薩摩焼などを扱ったり、水晶などの鉱物の海外への販売、月刊の養鶏雑誌『京都家禽新報』（1894年-1897年）の発行などを行った。
一方、これらの家業とは別に、京都移住後ほどなくして京都博物会の会員となり、後には推薦されて同会幹事になるとともに、アメリカ人宣教師として来日し同志社で博物学の教授をしていたマーシャル・ゲインズ（Marshall R. Gaines）や、やはり宣教師で貝類研究家のジョン・ギューリック（John T. Gulick）らと知り合って貝類研究に興味をもつようになる。当時の日本産貝類の研究は、いずれもドイツ人のドゥンケル（Wilhelm Dunker 1861,1882）、C.E.リシケ（C.E.Lischke 1869,1871,1874）、コベルト（Wilhelm Kobelt 1879）らの報告があったものの、欧米からは大幅に立ち遅れていた。漁業や本草学の分野で既に和名があった貝は多かったが、学名による分類と照合など日本人の手による本格的な貝類研究がほとんどなかった。会衆派のクリスチャンでもあった平瀬は、もともと人は何かしらの役割をもってこの世に生を授かったのだとの信念をもっていたが、当時の状況を見て、日本の貝類研究こそがわが生涯の使命と思い至る。貝類研究を始めたのは38歳・1897年（明治30年）前後頃からであったが、以後は私財を擲ち、非常な情熱をもって貝類の収集と研究に没頭するようになった。
しかし元来体が丈夫でなかったことから自ら採集に出かけることは少なかったらしく、日本各地の有志に協力を求めたり専門の採集人を雇うなどして全国の貝類を収集することに力を注いだ。協力者の一部は以前に発行していた養鶏雑誌の購読者などで、当初は「平瀬商店」や「京都平瀬」の名前で協力者の募集などをしていたが、やがて研究拠点としての上京区蛤御門前の自宅（後には博物館を含む組織全体）を平瀬介館と称するようになった。
また日本国内に協力者を求める一方、アメリカのヘンリー・ピルスブリー（Henry Pilsbry）やイギリスのH.C.フルトン（H.C.Fulton）他の欧米の研究者とも親交を持ち、全国から集められた貝類は彼らを通して主に海外の学術雑誌で報告された。わけても米国のピルスブリー博士に依るところは大きく、二人の連名で新種記載された貝類も非常に多い。こうして集まった貝類は日本産で3,000種以上、海外産4,500種以上に達し、多くの新種が報告された。
1907年（明治40年）に貝類学の普及と日本産貝類全種の図説を目指した貝類学専門の月刊誌『介類雑誌』を自費で創刊した。1909年（明治42年）には貝類学入門書の『貝類手引草』も出版したが、この年に『介類雑誌』は財政上の問題から休刊、『貝類手引草』も間もなく絶版となった。これはもう一つの大きな目標であった貝類博物館の設立に資金を集中するためであった。収集した日本産貝類標本も、研究活動の資金とするために国内外に熱心に販売され、海外向けの英語の価格表を米国の貝類雑誌『 The Nautilus 』に付録として付けてもらったり、日本国内向けにも販売カタログである『日本千貝目録』（1910年）を発行したりした。
1913年（大正2年）、私財を投じて念願の平瀬貝類博物館を京都市左京区岡崎に開館した。幾多の資金面の苦難を乗り越えての夢の実現であった。以後はここを拠点として更に『貝殻断面図案』（1913）、『貝千種』（かいちぐさ：1914）、『普通貝類の栞』（1914）、『平瀬貝類博物館案内』（1914）、『日本小貝類学』、『平瀬貝類博物館寫眞帖』（1915）、『日本産笋貝類図説』（にほんさん たけのこがいるい ずせつ：1917）などを発行した。
このうち『貝千種』は大正4年1915年（大正4年）に第二巻と第三巻の2冊、1922年（大正11年）に第四巻が追加され計4冊、各冊に100種ずつの絵図がついていた。また、『日本小貝類学』は休刊した『介類雑誌』の復刊で、平瀬は雑誌の連載によりまとまった参考書とする計画だった。しかし『日本小貝類学』は1号のみで後続が出ず、ついに1919年（大正8年）には平瀬貝類博物館も観覧者数の減少と資金難から閉館してしまった。

## 関係する人物
この研究を通じ平瀬と関わった貝類関係の人物は数多く、平瀬介館内で平瀬を助けた職員としては黒田徳米、同志社教授の加藤延年（かとう のぶと：平瀬介館研究顧問）、森崎周吉（もりさき しゅうきち：介館採集人）、中田次平（なかた じへい：介館採集人）、地方の協力者・賛同者としては沖荘蔵（おき しょうぞう：長崎県）、大上宇市（おおうえ ういち：兵庫県）、大滝五百太（おおたき いおた：山形県）、金丸但馬（かなまる たじま：三重県）、吉良哲明（きら てつあき/てつみょう：大阪府）、鳥羽源蔵（とば げんぞう：岩手県）、矢倉和三郎（兵庫県）ほか多数の人々があり、それらの人々も貝類の学名や和名に名を残している。また平瀬が没した3年後に日本貝類学会が創立されたが、その発起人の大部分も平瀬と何らかの関わりのある人々で、平瀬の研究活動を礎として日本の貝類学の裾野が広がっていった。
1925年、死去。

## 献名
貝類の学名や和名には平瀬の功績を称えた献名がなされているものも多く、一部は昆虫などにも献名されている。下記はその一部である。「ヒラセ」だけではなく、カイドウチグサには与一郎の号である「介堂」が用いられているが、これは長男の信太郎が hirasei という学名の本種に和名を付ける際、自らも平瀬であることから父を指す号を用いたのだろうと言われている。ただし「ヨイチロウ」を用いた和名はない。
| - ベニオキナエビス（オキナエビス科）Mikadotrochus hirasei (Pilsbry, 1903) - カイドウチグサ（ニシキウズ科）Cantharidus hirasei Pilsbry, 1901 - オオヤマタニシ（ヤマタニシ科）Cyclophorus hirasei Pilsbry, 1901 - ヒラセアツブタガイ（ヤマタニシ科） Platyrhaphe hirasei (Pilsbry, 1901) - ヒラセヤマキサゴ（ヤマキサゴ科） Ogasawarana hirasei (Pilsbry, 1902) - オトメダカラ（タカラガイ科） Austrasiatica hirasei (Roberts, 1913) - ヒラセトヨツ（アッキガイ科）Coralliophila bulbiformis (Conrad, 1837) - ヒラセイモ（イモガイ科）Conus hirasei Kuroda, 1956 - カワネジガイ（ヒラマキガイ科）Camptoceras terebra hirasei Walker, 1919 - エンザガイ属 （シタラ科）Hirasea Pilsbry, 1902 - キバサナギガイ（キバサナギガイ科） Vertigo hirasei Pilsbry, 1901 | - ヒラセキセルガイモドキ（キセルガイモドキ科） Boninena hiraseana Pilsbry, 1902 - トクサギセル（キセルガイ科） Mesophaedusa hiraseana (Pilsbry, 1901) - カゴシマノミギセル（キセルガイ科） Zaptyx hirasei (Pilsbry, 1900) - ナガオカモノアラガイ（オカモノアラガイ科） Oxyloma hirasei (Pilsbry, 1901) - コシダカヒメベッコウ（シタラ科） Ceratochlamys hiraseana (Pilsbry) - ヒラマキビロウドマイマイ（ナンバンマイマイ科） Nipponochloritis hirasei (Pilsbry , 1902) - イトカケマイマイ（イトカケマイマイ科） Sicradiscus hirasei (Pilsbry, 1904) - アナカタマイマイ（ナンバンマイマイ科） Mandarina hirasei Pilsbry, 1902 - ヤミノニシキ（イタヤガイ科:種内変異にアワジチヒロ） Volachlamys hirasei (Bavay, 1904) - ヒラセザクラ（ニッコウガイ科）Clathrotellina carnicolor (Hanley, 1846) - ヒラセフミガイ（トマヤガイ科）Centrocardita hirasei (Dall, 1918) - トゲナナフシ属（ナナフシ目）Neohirasea Rehn, 1904 |

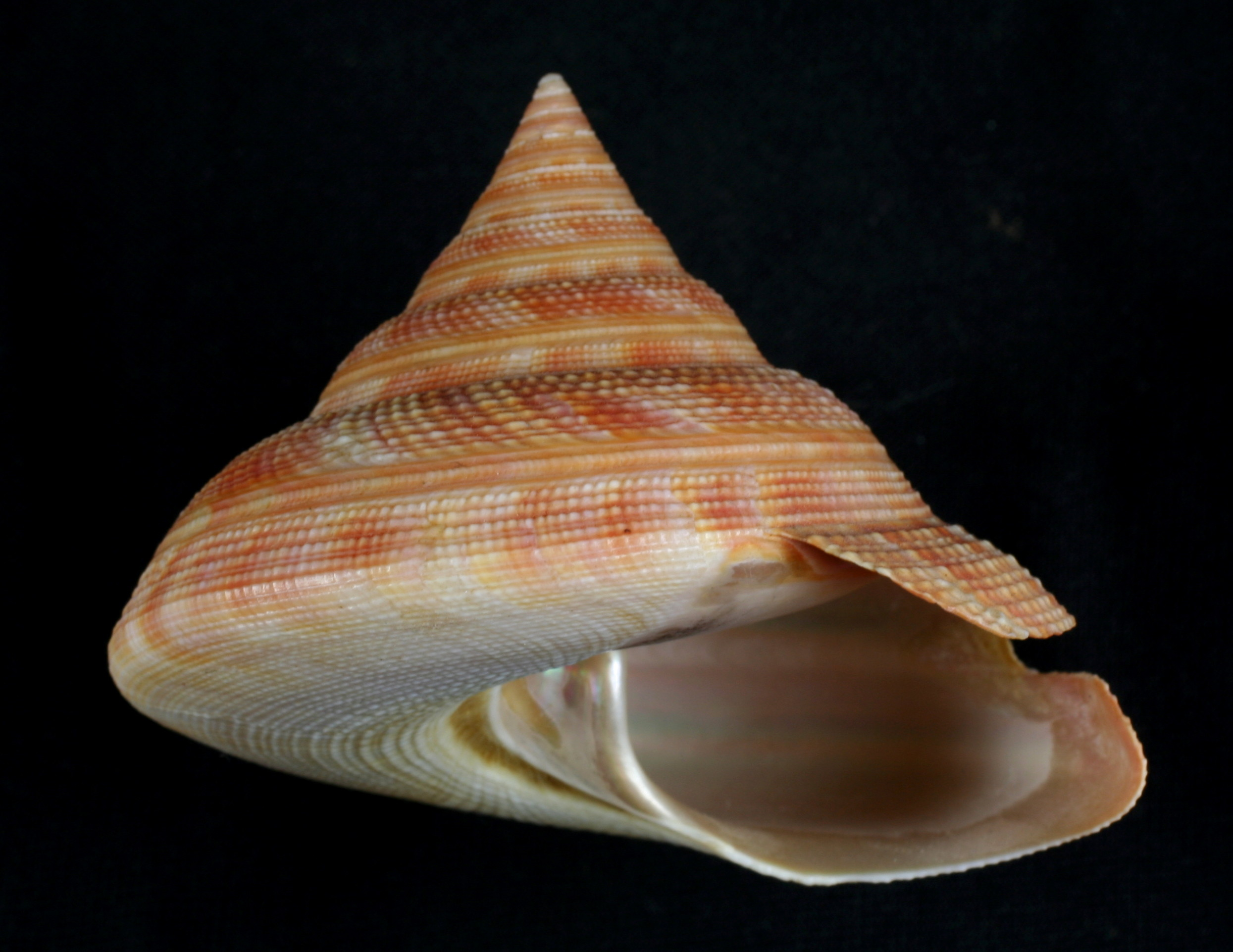
ベニオキナエビス
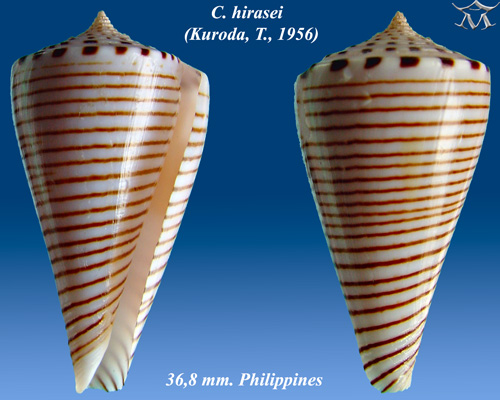
ヒラセイモ